# Samsung Galaxy J6+
O Samsung Galaxy J6+ é um smartphone Android de gama média produzido pela Samsung Electronics em 2018.

## Caraterísticas

### Hardware
O Galaxy J6+ é alimentado por um SoC Qualcomm MSM8917 Snapdragon 425 (28 nm) que inclui um CPU quad-core Cortex-A53 de 1,4 GHz, um GPU Adreno 308 com 3 ou 4 GB de RAM e 32 ou 64 GB de armazenamento interno que pode ser atualizado até 256 GB através de um cartão microSD.
O ecrã do Galaxy J6+ é maior do que o de outros telemóveis da mesma série lançados em 2018. Tem um ecrã LCD TFT de 6,0 polegadas com resolução HD Ready, uma relação ecrã/corpo de ~73,6%, 720x1480 pixéis, uma relação 18,5:9 e uma densidade de ~274 ppi. Na parte superior do ecrã, existe uma câmara frontal com uma resolução de 8 MP (F1.9). Na parte superior central do painel traseiro, existe uma configuração de câmara traseira dupla com sensores de 13 MP (f/1.7) + 5 MP (f/1.9) com foco ao vivo, modo retrato e opções de desfoque de fundo. No dispositivo, existe um leitor de impressões digitais integrado no botão de alimentação. O telemóvel tem uma bateria não removível de iões de lítio de 3300 mAh.

### Software
O Galaxy J6+ é fornecido com o Android 8.1 “Oreo” e a interface de utilizador Samsung Experience da Samsung. Em janeiro de 2019, foi disponibilizada uma atualização para 9.0 “Pie” e One UI.